# Łukasz Stanisław Morelowski

Herb Prus (I)

Łukasz Stanisław Morelowski herbu Prus I (Turzyna, ur. 1750 na Białorusi, zm. 1840 w Lipsku) – konfederat barski.

## Rodzina
Urodził się jako drugi syn Adama Jakuba Morelowskiego (ur. 1716) i Zofii Hłuszniewiczówny. Poślubił Mariannę z Międzygórza Zakliczankę (zm. 1832), córkę Franciszka Zakliki. Marianna Morelowska z Zaklików zmarła w Pakoszówce. Została pochowana w Strachocinie. Z małżeństwa urodzili się synowie: Jan Kanty (1797–1871), Antoni Bonawentura (ur. 1799) i Władysław (jezuita, zmarł we wczesnej młodości) oraz córka Józefa, późniejsza żona Nowińskiego, profesora Instytutu Technicznego w Krakowie. Był stryjem Józefa (1777–1845), polskiego jezuity, poety i pedagoga.
Wnuk jego, Julian Feliks Morelowski (1850–1916), był doktorem praw oraz prokuratorem w Krakowie. Do jego rodziny należał też Stanisław Antoni Morelowski, podczaszy winnicki i sekretarz królewski.

## Lata aktywności
We wczesnej młodości uczestniczył w konfederacji barskiej (1768–1772). W walkach uczestniczył mając 18 lat. Po konfederacji barskiej walczył na kresach, a następnie osiadł w Galicji. Szlachectwo uzyskał w 1791 roku. Ostatnie lata swego życia spędził u przyjaciela Ksawerego Krasickiego. Zmarł mając 90 lat. Pisarz Wincenty Pol poświęcił mu piękne wspomnienia w "Zgodzie Senatorskiej", zawdzięczając Morelowskiemu większą część tradycji ziemi sanockiej.